# 胡景榮
胡景榮（1501年—？），字子仁，直隸揚州府江都縣人，民籍，明朝政治人物。

## 生平
京衛武學生。順天府鄉試第十四名舉人。嘉靖二十三年（1544年）中式甲辰科會試第七十九名，登第三甲第四十六名進士。官至户部员外郎。

## 家族
曾祖胡志大；祖父胡海；父胡寧，母賈氏。慈侍下。弟景華、景富、景贵。